# الباطنة (المحفد)

تعديل مصدري - تعديل

الباطنة هي إحدى قرى عزلة المحفد بمديرية المحفد التابعة لمحافظة أبين، بلغ تعداد سكانها 112 نسمة حسب تعداد اليمن لعام 2004.